# 全国LPガス協会
一般社団法人全国LPガス協会（ぜんこくエルピーガスきょうかい）は、日本における液化石油ガスを供給する会社の業界団体。平成21年(2009年)4月1日、社団法人日本エルピーガス連合会、社団法人全国エルピーガス卸売協会、社団法人全国エルピーガススタンド協会の三団体が統合し発足した。

## 概要

### 事務所
〒105-0004 東京都港区新橋1-18-6 共栄火災ビル7階

### 歴代会長
1. 川本宜彦
2. 北嶋一郎
3. 秋元耕一郎
4. 山田耕司

### 沿革

#### 日本エルピーガス連合会
- 昭和30年（1955年）11月　全国プロパンガス協会設立
- 昭和37年（1962年）5月　社団法人に改組
- 昭和39年（1964年）3月　全国LPガス協会連合会設立
- 昭和39年（1964年）3月　全国プロパンガス協会解散
- 昭和43年（1968年）8月　全国LPガス協議会設立
- 昭和44年（1969年）12月　日本エルピーガス連合会設立
- 昭和55年（1980年）9月　社団法人の認可を受け、社団法人日本エルピーガス連合会となる。

#### 全国エルピーガス卸売協会
- 昭和38年（1963年）10月　LPガス元売中央協議会を設立
- 昭和41年（1966年）5月　全国LPガス元売協議会と改称
- 昭和51年（1976年）5月　全国LPガス卸売協議会と改称
- 昭和55年（1980年）4月　社団法人の認可を受け、社団法人全国エルピーガス卸売協会となる。

#### 全国エルピーガススタンド協会
- 昭和38年（1963年）6月　全国LPガススタンド協議会を設立
- 昭和38年（1963年）8月　全国LPガススタンド協議会を発展的解消し、全国LPガススタンド協会連合会を設立
- 昭和43年（1968年）6月　社団法人の認可を受けて社団法人全国エルピーガススタンド協会となる。

#### エルピーガス協会
- 平成20年（2008年）12月 日本エルピーガス連合会、全国エルピーガス卸売協会、全国エルピーガススタンド協会の三団体が日本エルピーガス連合会を存続法人とし合併に合意。
- 平成21年（2009年）4月　社団法人エルピーガス協会設立
- 平成24年（2012年）4月　一般社団化し、一般社団法人全国LPガス協会となる。

### 理念
1. LPガス業界をめぐる環境変化への対応
2. 業界に対する信頼感の醸成
3. 地球環境問題等への対応
4. エネルギー間競争への対応

### 活動内容
1. 業界の健全な発展の推進
2. LPガス業界の信頼性向上
3. 新たな需要開発への取り組み
4. 保安の高度化および災害対応
5. 競合エネルギー対策の実施
6. 環境対策
7. LPガス自動車の普及拡大
8. 新技術の利用促進
9. 国際交流の実施
10. 政策提言
11. 前各号に掲げるもののほか、本会の目的を達成するため必要な事業

### 広報活動
2011年10月より俳優の遠藤憲一を起用し、「よくできたエネルギー。LPガス」をキャッチフレーズに、テレビCMやポスター掲示等の広報活動を実施している。

#### CM出演者
- 遠藤憲一、飯村未侑(2011年10月〜)

## 関連団体

### 都道府県LPガス協会
1. (一社)北海道LPガス協会
2. (一社)青森県エルピーガス協会
3. (一社)秋田県LPガス協会
4. (一社)岩手県高圧ガス保安協会
5. (一社)山形県LPガス協会
6. (一社)宮城県LPガス協会
7. (一社)福島県LPガス協会
8. (一社)栃木県LPガス協会
9. (一社)茨城県高圧ガス保安協会
10. (一社)千葉県LPガス協会
11. (一社)埼玉県LPガス協会
12. (一社)群馬県LPガス協会
13. (一社)東京都LPガス協会
14. (公社)神奈川県LPガス協会
15. (一社)新潟県LPガス協会
16. (一社)長野県LPガス協会
17. (一社)山梨県エルピーガス協会
18. (一社)静岡県LPガス協会
19. (一社)愛知県LPガス協会
20. (一社)三重県LPガス協会
21. (一社)岐阜県LPガス協会
22. (一社)富山県エルピーガス協会
23. (一社)石川県エルピーガス協会
24. (一社)福井県LPガス協会
25. (一社)滋賀県LPガス協会
26. (一社)京都府LPガス協会
27. (一社)奈良県LPガス協会
28. (一社)和歌山県LPガス協会
29. (一社)大阪府LPガス協会
30. (一社)兵庫県LPガス協会
31. (一社)鳥取県LPガス協会
32. (一社)岡山県LPガス協会
33. (一社)島根県LPガス協会
34. (一社)広島県LPガス協会
35. (一社)山口県LPガス協会
36. (一社)徳島県エルピーガス協会
37. (一社)香川県LPガス協会
38. (一社)高知県LPガス協会
39. (一社)愛媛県LPガス協会
40. (一社)福岡県LPガス協会
41. (一社)佐賀県LPガス協会
42. (一社)長崎県LPガス協会
43. (一社)大分県LPガス協会
44. (一社)熊本県LPガス協会
45. (一社)宮崎県LPガス協会
46. (一社)鹿児島県LPガス協会
47. (一社)沖縄県高圧ガス保安協会
48. (一社)東京都LPガススタンド協会

### 日本LPガス団体協議会加盟団体
日本LPガス団体協議会
- 日本LPガス協会
- (一社)全国LPガス協会
- (一社)日本エルピーガスプラント協会
- (一社)日本エルピーガス供給機器工業会
- (一社)日本ガス石油機器工業会

### 関係団体
- 高圧ガス保安協会
- LPガス安全委員会
- LPガス安全促進協議会
- (一財)エルピーガス振興センター
- 関東液化石油ガス協議会
- (一社)日本コミュニティーガス協会
- (一財)日本エルピーガス機器検査協会
- (一社)日本計量機器工業連合会
- 日本ガスメーター工業会
- ガス警報器工業会
- 石油情報センター